# Thelypteris hutchisonii
Thelypteris hutchisonii är en kärrbräkenväxtart som beskrevs av Alan Reid Smith. Thelypteris hutchisonii ingår i släktet Thelypteris och familjen Thelypteridaceae. Inga underarter finns listade.